# Blenheim (Nieuw-Zeeland)
Blenheim is een stad in de regio Marlborough op het Zuidereiland van Nieuw-Zeeland. Het is tevens de hoofdstad van de regio.
Blenheim is vernoemd naar de slag bij Blenheim in 1704, waar troepen onder aanvoering van John Churchill vochten tegen Frankrijk en Beieren.
De belangrijkste industrie in regio is de wijnproductie. De industrie is in handen van veel grote bedrijven en de lonen zijn hier ook erg laag (tussen NZ$10 en NZ$13 per uur).

## Geschiedenis
Deze regio werd vermoedelijk al in de 12e eeuw door Māori bevolkt. De Māori verbouwden hier onder andere kumara (zoete aardappel) en visten veel.
De geschiedenis van de regio Marlborough hangt samen met die van Nelson, maar de bevolking van Marlborough wilde onafhankelijk zijn van Nelson. Negentien jaar na de stichting van Nelson werd in 1859 Marlborough een onafhankelijke regio.

## Geografie
Blenheim, ligt op de Wairauvlakte, omgeven door heuvels bij de samenkomst van de Taylor- en Opawa-rivieren. Er zijn jaarlijks veel (kleine) aardbevingen in Blenheim. De grens tussen de Pacifische Plaat en de Australische Plaat ligt net ten noorden van Blenheim.

## Transport
- Woodbourne Airport is het plaatselijke vliegveld en wordt ook gebruikt als vliegbasis door de Royal New Zealand Air Force. Van hier gaan directe vluchten naar Wellington, Christchurch en Auckland.
- "Highway 1" loopt door Blenhiem. Hoewel Blenheim een grote stad is heeft het geen stoplichten, wel zijn vele rotondes aangelegd.
- Blenheim heeft ook een station op de treindienst tussen Picton en Christchurch.